# Bart Huges

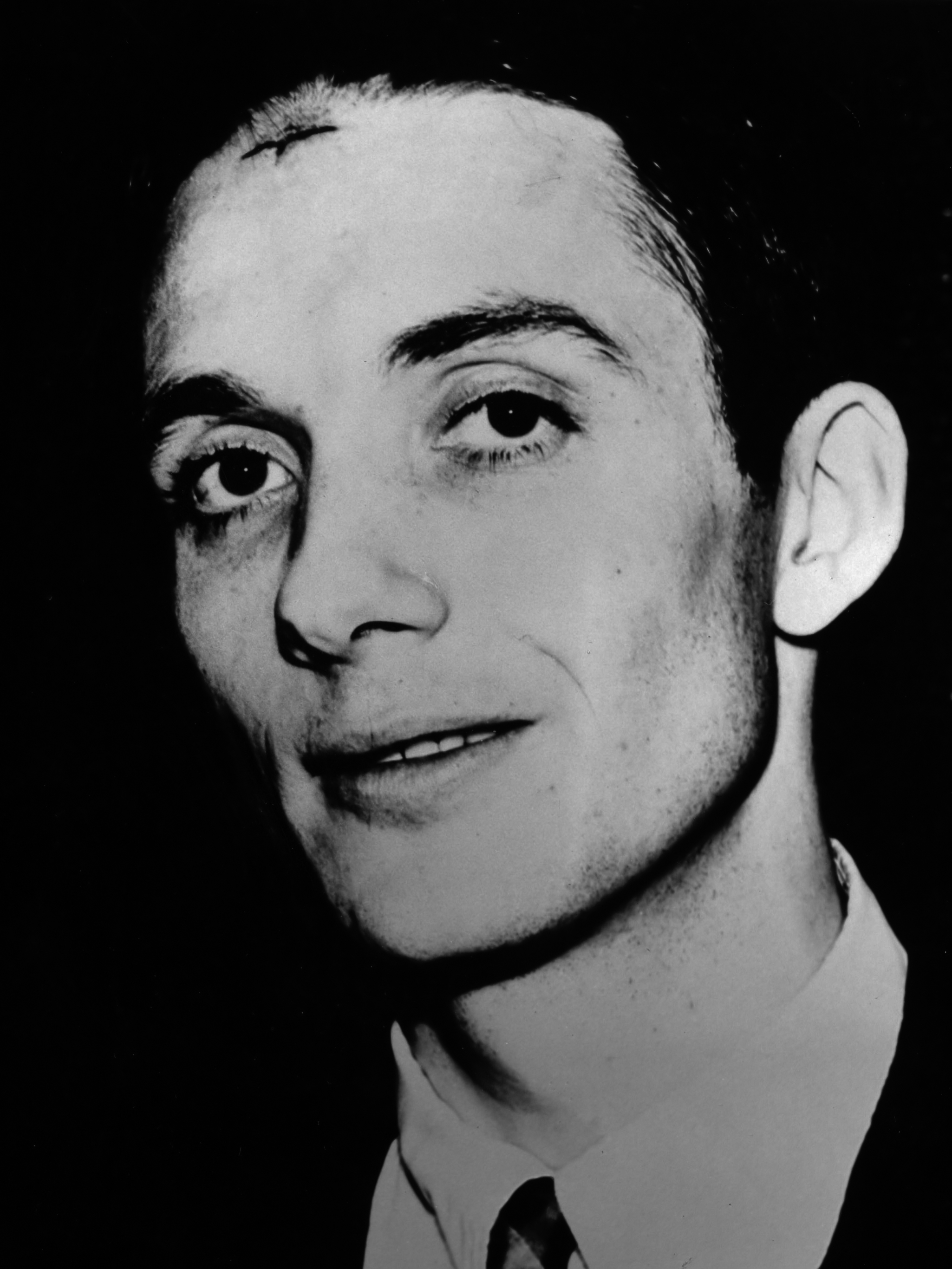
Bart Huges (1965)

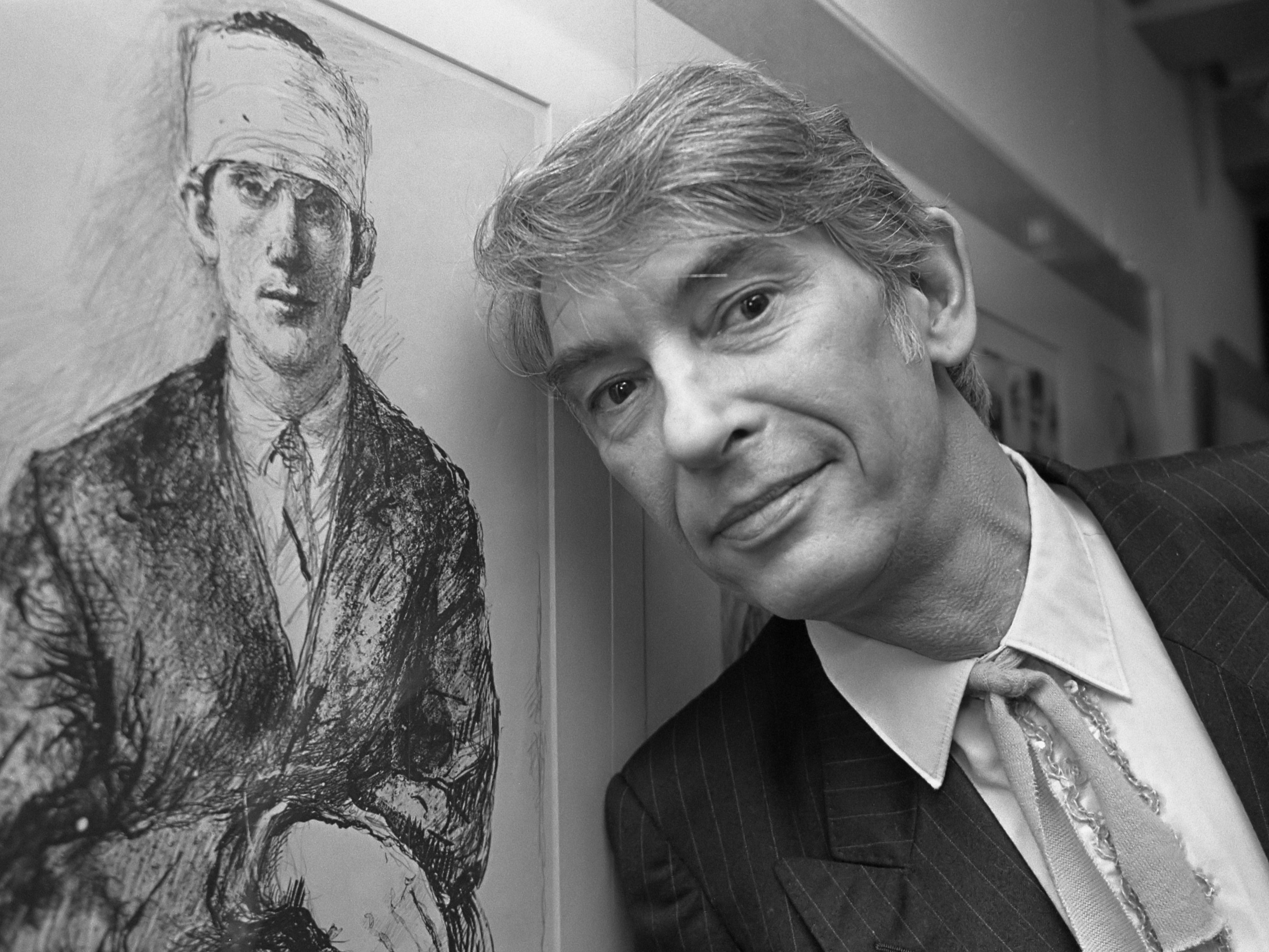
Aat Veldhoen naast zijn portret van Bart Huges (1987)

Hugo Bart Huges (Amsterdam, 21 april 1934 – aldaar, 30 augustus 2004) baarde in 1965 opzien doordat hij een gaatje in zijn schedel boorde.
Bart Huges werd in 1934 in Amsterdam geboren. Zijn vader en zijn grootvader waren arts. Zijn moeder stierf toen hij twee jaar was. Hij studeerde medicijnen maar voltooide de studie niet. In 1958 nam hij als proefpersoon in een psychiatrische proef aan het Academisch Ziekenhuis voor het eerst LSD tot zich. Hij trouwde op 15 maart 1960.
Huges was in het begin van de jaren 60 een prominent lid van de groep rond Johnny van Doorn, Robert Jasper Grootveld, Simon Vinkenoog en anderen. 
De trepanatie, die hij ook wel 'het derde oog' noemde, moest tot een verruimd bewustzijn leiden. Hij werd geïnspireerd door berichten dat sommige Afrikaanse stammen dit bij wijze van ritueel uit zouden voeren. De operatie zou worden uitgevoerd door enkele van zijn vrienden (onder wie Simon Vinkenoog), maar deze trokken zich terug. Op 6 januari 1965 voerde Huges de handeling zelf uit. Enige dagen later bleek dat hij de "operatie" had uitgevoerd met behulp van een tandartsboor (en dus niet, zoals hij zelf vaak beweerde, met een boormachine van Black & Decker). Hij werd vervolgens twee dagen ter observatie opgenomen in het Wilhelmina Gasthuis, omdat men twijfelde aan zijn mentale gezondheid. Zelf was hij vooral geschrokken van het rondspattende bloed. In 1970 verscheen van zijn hand bij de Amsterdamse Foundation for Independent Thinking het geschrift Trepanation: the cure for psychosis.
Landelijke bekendheid kreeg Huges vooral toen hij in 1965 te gast was in de show Voor de vuist weg van Willem Duys om over zijn experiment te vertellen.
In 1966 vertaalde hij Baudelaires Du Vin et du Haschisch comparés comme moyens de multiplication de l’individualité ("Over de wijn en de hasjiesj vergeleken als middelen om de individualiteit te vermenigvuldigen").
Met tekenares Eveline van Dijk maakte hij in 1978 ook vier stripboeken: Arnold Slak & de Slow Sisters op weg, Licht uit de put, Een wetenschappelijke sekte...? en Gnōthi seauton/Ken uzelf: erken uw oude engrammen.
Bart Huges werkte als documentalist bij het Koninklijk Instituut voor de Tropen. Hij was daar samensteller van De collectie Samson van de Centrale Boekerij van het Koninklijk Instituut voor de Tropen (1968).
Huges overleed op 70-jarige leeftijd aan een hartkwaal en werd begraven op de Amsterdamse begraafplaats Zorgvlied. Zijn archief over de periode 1934-1989 is opgenomen in het Stadsarchief van Amsterdam.
Met Barbara Mohr had hij twee dochters.

## Publicaties
- Bart Huges: Brieven aan de Supermens. Amsterdam, Stichting Onafhankelijk Denken, 1982. Geen ISBN
- Charles Baudelaire: Over de wijn en de hasjiesj vergeleken als middelen om de individualiteit te vermenigvuldigen. Vert door Bart Huges. Amsterdam, Peter van der Velden, 1982. ISBN 90-6521-129-2
- Bart Huges en Eveline van Dijk: Arnold Slak en de Slow Sisters op weg. Bevat ook: Ken uzelf - erken uw oude engrammen, Licht uit de put, Een wetenschappelijke sekte...?. 4 delen in 1 band. Amsterdam, Stichting onafhankelijk denken, 1979. Geen ISBN
- H.B. Huges: Leerboek van het hersenbloedvolume. Amsterdam, Foundation for Independent Thinking (F.I.T.), 1973. Geen ISBN
- Hugo Bart Huges: Suikergoed en marsepein. Amsterdam, Barbara Huges, 1968. Geen ISBN. Nieuwe verm. uitg. 1970. Geen ISBN. (Vertalingen in het Engels Frans en Duits).
- Bart Huges: De Collectie Samson van de Centrale Boekerij van het Koninklijk Instituut voor de Tropen. De geschriften, plakboeken en mappen van Ph. A. Samson (1902-1966), voornamelijk betrekking hebbende op Suriname. Amsterdam, Koninklijk Instituut voor de Tropen, 1968. Geen ISBN
- Bart Huges: Homo, sapiens correctus. Amsterdam, 1965

- Digitale Bibliotheek voor de Nederlandse Letteren: huge028
- International Standard Name Identifier: 0000 0003 9777 4549
- Library of Congress Control Number: no2010173833
- Nederlandse Thesaurus van Auteursnamen: 068731566
- Virtual International Authority File: 54855191
- WorldCat: E39PBJfx4K99kWXRd7wpxWJCcP